# Lanciarazzi multiplo

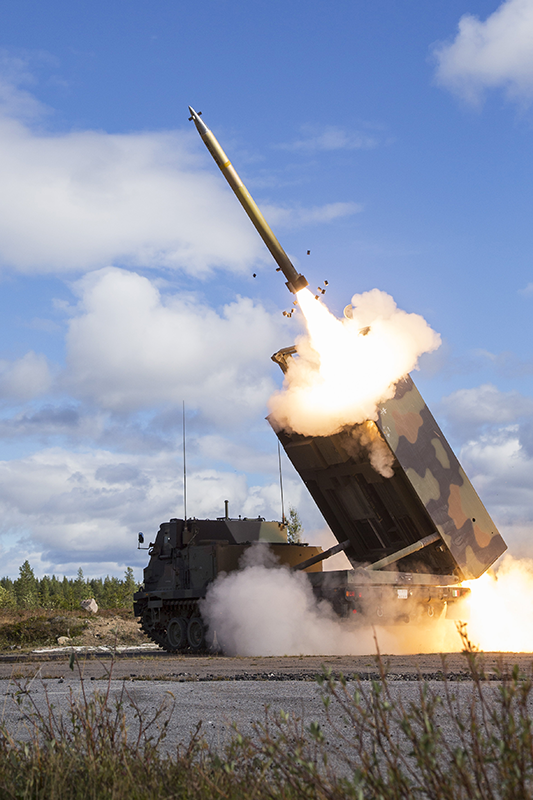
Un MLRS italiano mentre fa fuoco.

Il lanciarazzi multiplo, abbreviato in MRL (in inglese multiple rocket launcher), è un sistema di lancio di razzi d'artiglieria non teleguidati. Hanno in genere minore precisione e minore frequenza di fuoco rispetto all'artiglieria tradizionale, ma hanno la capacità di rilasciare simultaneamente molti quintali di esplosivo, con effetti devastanti. I moderni MRL sono spesso montati a bordo di veicoli corazzati cingolati e hanno gittata di decine di chilometri.

## Storia
Il primo esempio è probabilmente il Hwacha coreano, risalente al 1451. Consisteva in piccoli razzi attaccati a frecce, che sparavano delle punte al momento della detonazione.
I lanciarazzi divennero potenti prodotti industriali nel '900; i più famosi sono i Katjuša sovietici, detti anche organi di Stalin, utilizzati nella seconda guerra mondiale e nella guerra fredda. Erano semplici sistemi fatti di batterie di rampe di lancio, montate su autocarri. L'equivalente tedesco era il Nebelwerfer, e quello britannico il Land Mattress, entrambi montati su rimorchio.

### MRL sovietici
Dopo i Katjuša, lo sviluppo dei lanciarazzi sovietici, potenti, mobili ed economici, non si fermò certo. Occorrevano armi più precise e di miglior gittata. I vecchi razzi come i BM-8 (Boevaja Mašina, sigla utilizzata per i razzi dei Katyusha) o i pesanti BM-30 sparirono rapidamente, ma il BM-13, con i suoi 16 razzi lanciabili a 8 km di gittata, è rimasto in servizio per addestramento almeno fino agli anni '80. L'industria egiziana ne ha addirittura prodotto le munizioni.
Con l'avvento del periodo post-bellico, comunque, nonostante le terribili distruzioni subite dall'economia e dalla stessa popolazione sovietica, lo sviluppo di nuove armi continuò con più tranquillità ma uguale determinazione. I tubi di lancio sostituirono le rampe perché assicuravano più precisione e proteggevano le munizioni dalle intemperie.
Il primo tentativo di sostituire il BM-13 si ebbe con il BM-14, 10 tubi di lancio calibro 140 mm e 10 km circa di gittata.
Nel campo dei razzi pesanti, vi furono il BM-24, ancora con rampe di lancio, 12 razzi calibro 240 mm sia su autocarri sia, più raramente, su cingolati.
Un altro sistema era il BMD-20, per le truppe aviotrasportabili, che curiosamente ebbero il lanciarazzi più potente dell'epoca: 200 mm di calibro e ben 20 km di gittata, anche se solo 4 razzi pronti al lancio.
Ancora più grande era il BMD-25, con 6 razzi da 250 mm e gittata addirittura superiore ai 30 km, ovvero paragonabile a quella dei primi FROG.
Dal 1964 si entrò in una nuova era, con il BM-21, con stabilizzazione per governale e per alette, la combinazione delle quali (prima il razzo comincia a ruotare nel tubo di lancio a mano a mano che si muove grazie ad apposite scanalature, poi si dispiegano anche le alette caudali) dava grande precisione e la nuova arma rimpiazzò gradatamente quasi tutte le precedenti.

## Tabella di MRL
Di seguito sono messi a confronto alcuni celebri MRL.
| Modello        | Paese origine | N° razzi | Calibro | Testata | Gittata max |
| -------------- | ------------- | -------- | ------- | ------- | ----------- |
| LARS II        | Germania      | 36       | 110 mm  | 17 kg   | 14 km       |
| YMR-32         | Jugoslavia    | 32       | 110 mm  | 20 kg   | 20 km       |
| Tipo 75        | Giappone      | 30       | 130 mm  | ?kg     | 15 km       |
| Sakr 30        | Egitto        | 40       | 122 mm  | 24 kg   | 30 km       |
| Sakr 18        | Egitto        | 30       | 122 mm  | 21 kg   | 18 km       |
| FIROS 30       | Italia        | 40       | 122 mm  | 24 kg   | 30 km       |
| FIROS 25       | Italia        | 40       | 122 mm  | 22 kg   | 25 km       |
| ASTROS-30      | Brasile       | 32       | 127 mm  | ?kg     | 30 km       |
| Tipo 63        | Cina          | 12       | 107 mm  | 8,3 kg  | 8,5 km      |
| Tipo 70        | Cina          | 19       | 130 mm  | 14,7 kg | 10,4 km     |
| BM-24          | URSS          | 12       | 240 mm  | 46 kg   | 11 km       |
| BM-21          | URSS          | 40       | 122 mm  | 19,5 kg | 20,3 km     |
| BM-22          | URSS          | 16       | 220 mm  | 90 kg?  | 35 km       |
| BM-27 Uragan   | URSS          | 16       | 220 mm  | 100 kg  | 70 km       |
| BM-30 Smerch   | URSS          | 12       | 300 mm  | 220 kg  | 90 km       |
| MLRS           | USA           | 12       | 227 mm  | 300 kg  | 70 km       |
| 9A52-4 Tornado | Russia        | 6        | 300 mm  | 250 kg  | 120 km      |
| M142 Himars    | USA           | 6        | 227 mm  | ND      | 2-300 km    |